# Кроссмен, Мервин
Мервин Ричард Кроссмен (англ. Mervyn Richard Crossman, 7 апреля 1935, Хоум-Хилл, Австралия — 20 июня 2017, Таунсвилл, Австралия) — австралийский хоккеист (хоккей на траве), защитник. Бронзовый призёр летних Олимпийских игр 1964 года.

## Биография
Мервин Кроссмен родился 7 апреля 1935 года в австралийском городе Хоум-Хилл.
Вырос в Таунсвилле, где в 1947 году стал заниматься хоккеем на траве. Начинал играть на позиции вратаря, но в середине 50-х переквалифицировался в защитника.
Играл за «Квинсленд Колтс» (1956) и «Квинсленд Сениорс» (1957—1968).
В 1960 году вошёл в состав сборной Австралии по хоккею на траве на Олимпийских играх в Риме, занявшей 6-е место. Играл на позиции защитника, провёл 9 матчей, забил 6 мячей (по два в ворота сборных Японии и Польши, по одному — Кении и Новой Зеландии).
В 1964 году вошёл в состав сборной Австралии по хоккею на траве на Олимпийских играх в Токио и завоевал бронзовую медаль. Играл на позиции защитника, провёл 5 матчей, мячей не забивал.
В 1960—1965 годах провёл за сборную Австралии 32 матча, забил 8 мячей.
После завершения игровой карьеры работал тренером главной и юношеской команд Таунсвилла. В команде Квинсленда был старшим селекционером (1969—1987), селекционером команды юношей до 17 лет (1975—1988) и старшим менеджером (1970). Также работал клерком и продавцом.
Умер 20 июня 2017 года в Таунсвилле.